# Nestrašovice
Nestrašovice (německy Nestraschowitz) jsou obec v okrese Příbram ve Středočeském kraji, asi 15 km jižně od Příbrami. Žije zde 59 obyvatel.

## Historie
První písemná zmínka o obci pochází z roku 1359.

## Obecní správa

### Části obce
- Nestrašovice (k. ú. Nestrašovice)

K obci patří také Podnestrašovický Mlýn.
Sousedními obcemi sídla jsou Myslín, Mirovice, Počaply, Starosedlský Hrádek, Tušovice, Březnice a Svojšice.

### Územněsprávní začlenění
Dějiny územněsprávního začleňování zahrnují období od roku 1850 do současnosti. V chronologickém přehledu je uvedena územně administrativní příslušnost obce v roce, kdy ke změně došlo:
- 1850 země česká, kraj Plzeň, politický i soudní okres Březnice[4]
- 1855 země česká, kraj Písek, soudní okres Březnice
- 1868 země česká, politický okres Blatná, soudní okres Březnice
- 1939 země česká, Oberlandrat Klatovy, politický okres Blatná, soudní okres Březnice[5]
- 1942 země česká, Oberlandrat Plzeň, politický okres Strakonice, soudní okres Březnice[6]
- 1945 země česká, správní okres Blatná, soudní okres Březnice[7]
- 1949 Plzeňský kraj, okres Blatná[8]
- 1960 Středočeský kraj, okres Příbram
- 2003 Středočeský kraj, okres Příbram, obec s rozšířenou působností Příbram

### Členství ve sdruženích
Nestrašovice jsou členem svazku obcí Březnicko, který byl založen v roce 2003.

## Společnost

### Rok 1932
V roce 1932(180 obyvatel) byly v roce 1932 zde byly evidovány tyto živnosti a obchody: obchod s cukrovinkami, hostinec, kolář, 2 mlýny, Spořitelní a záložní spolek pro Nestrašovice, trafika, truhlář, velkostatek.

## Doprava

### Dopravní síť
Do obce vedou silnice III. třídy.

### Autobusová doprava 2024
Autobusovou dopravu v obci Nestrašovice zajišťuje společnost Arriva Střední Čechy. Obec je součástí Pražské integrované dopravy (PID). V obci se nachází zastávka Nestrašovice. Autobusová linka 511 zajišťuje spojení mezi Chrašticemi, Svojšicemi, Tušovicemi, Starosedlských Hrádkem, Horčápskem, Tochovicemi, Ostrovem, Lazskem, Milínem, Lešeticemi a Příbramí. V opačném směru míří do Březnice a projíždí dalšími vesnicemi na trase.

### Železniční doprava 2024
Územím obce prochází jednokolejná regionální železniční trať 200 Zdice–Protivín, která byla uvedena do provozu v roce 1875. Nejbližšími železniční zastávkou směrem do Zdic je Dobrá Voda u Březnice a směrem do Protivína je to železniční zastávka Myslín.

## Turistika
- Cyklistika – Obcí prochází cyklotrasa č. 1157 Březnice – Mirovice – Orlík nad Vltavou.
- Pěší turistika – Obcí vede turistická trasa  Březnice – Zalužany – Orlík nad Vltavou.

## Osobnosti
- Emanuel Siblík (1886–1941), taneční a výtvarný kritik a teoretik

## Galerie

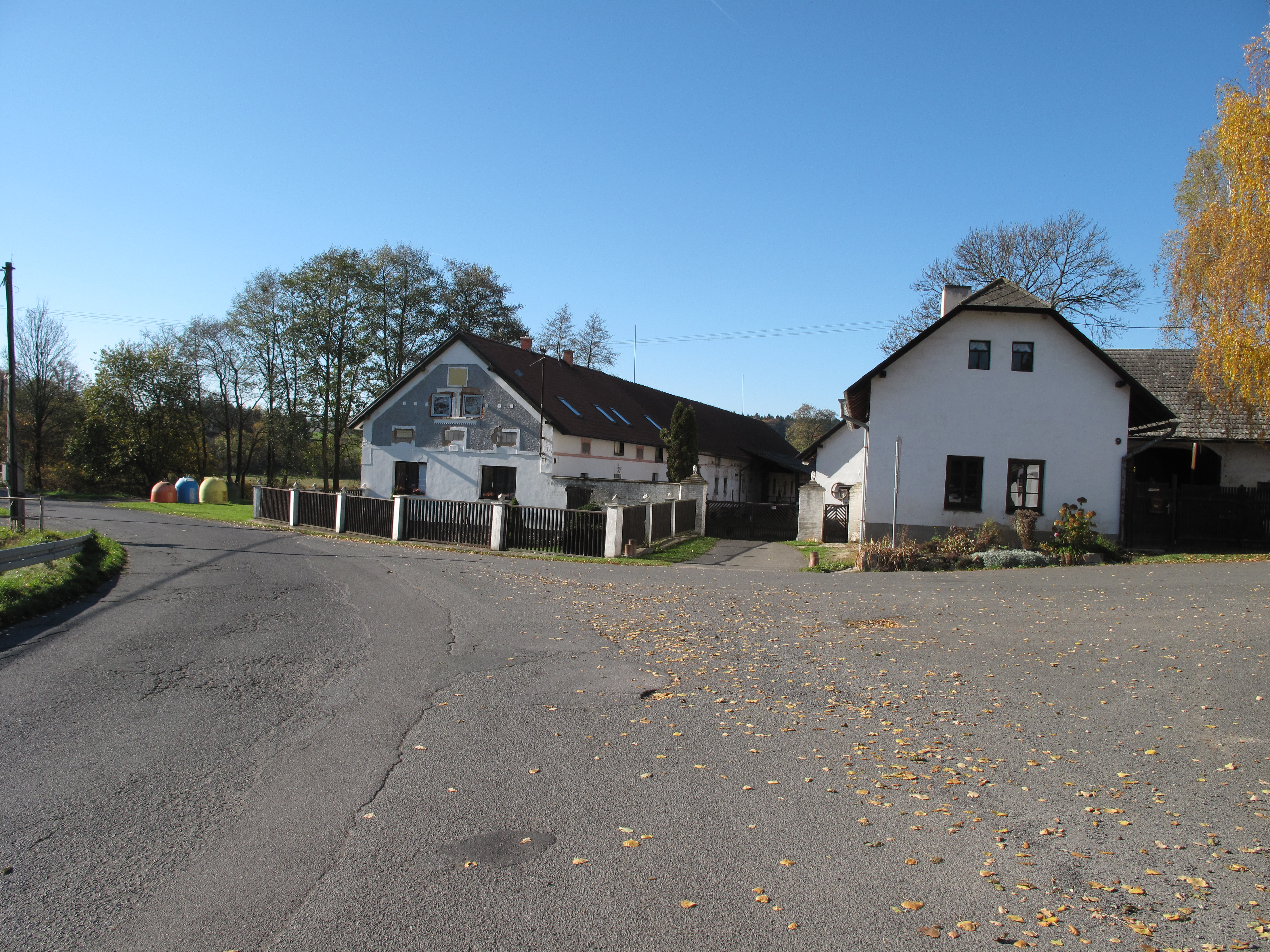
Domy
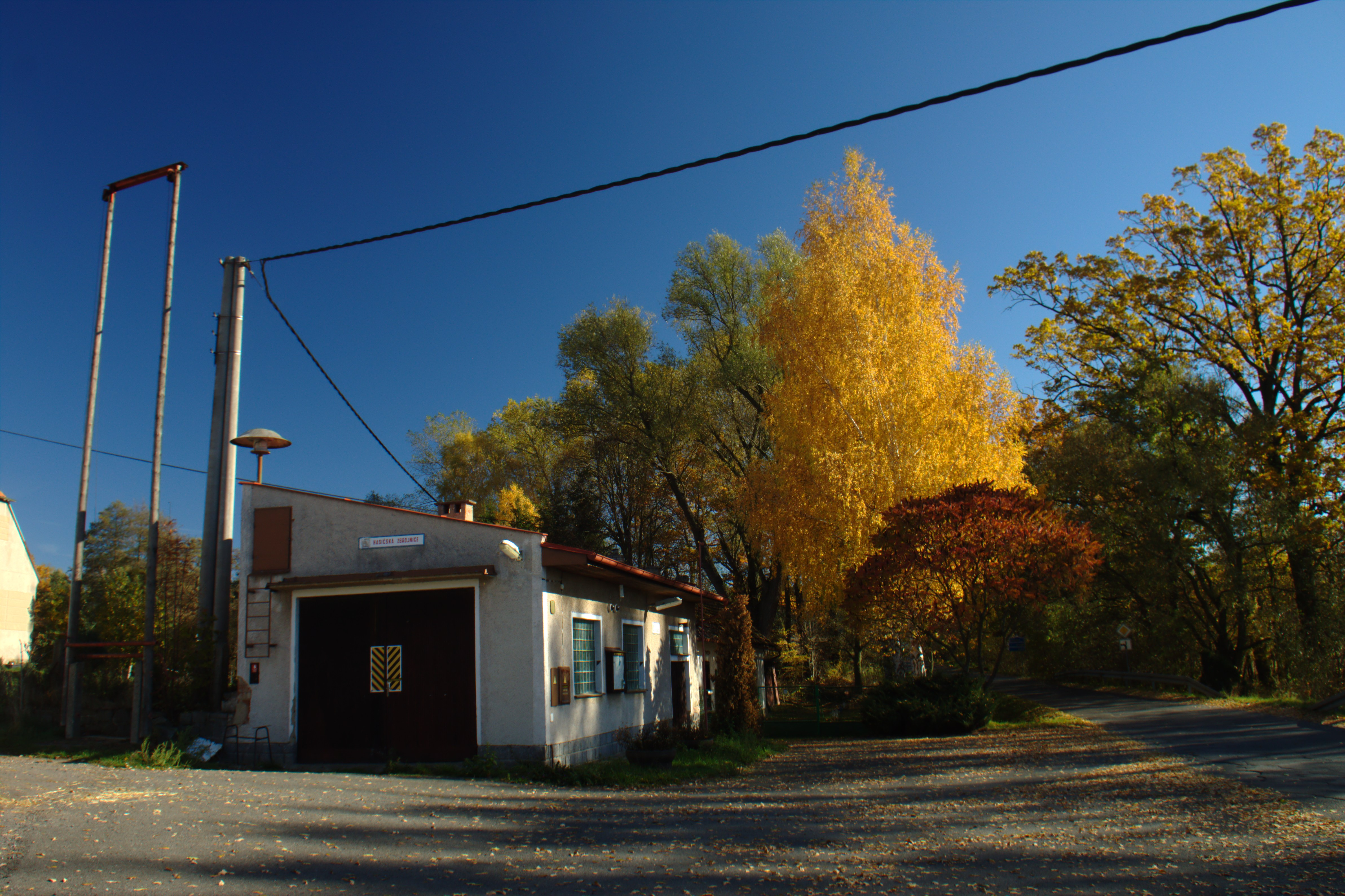
Hasičská zbrojnice
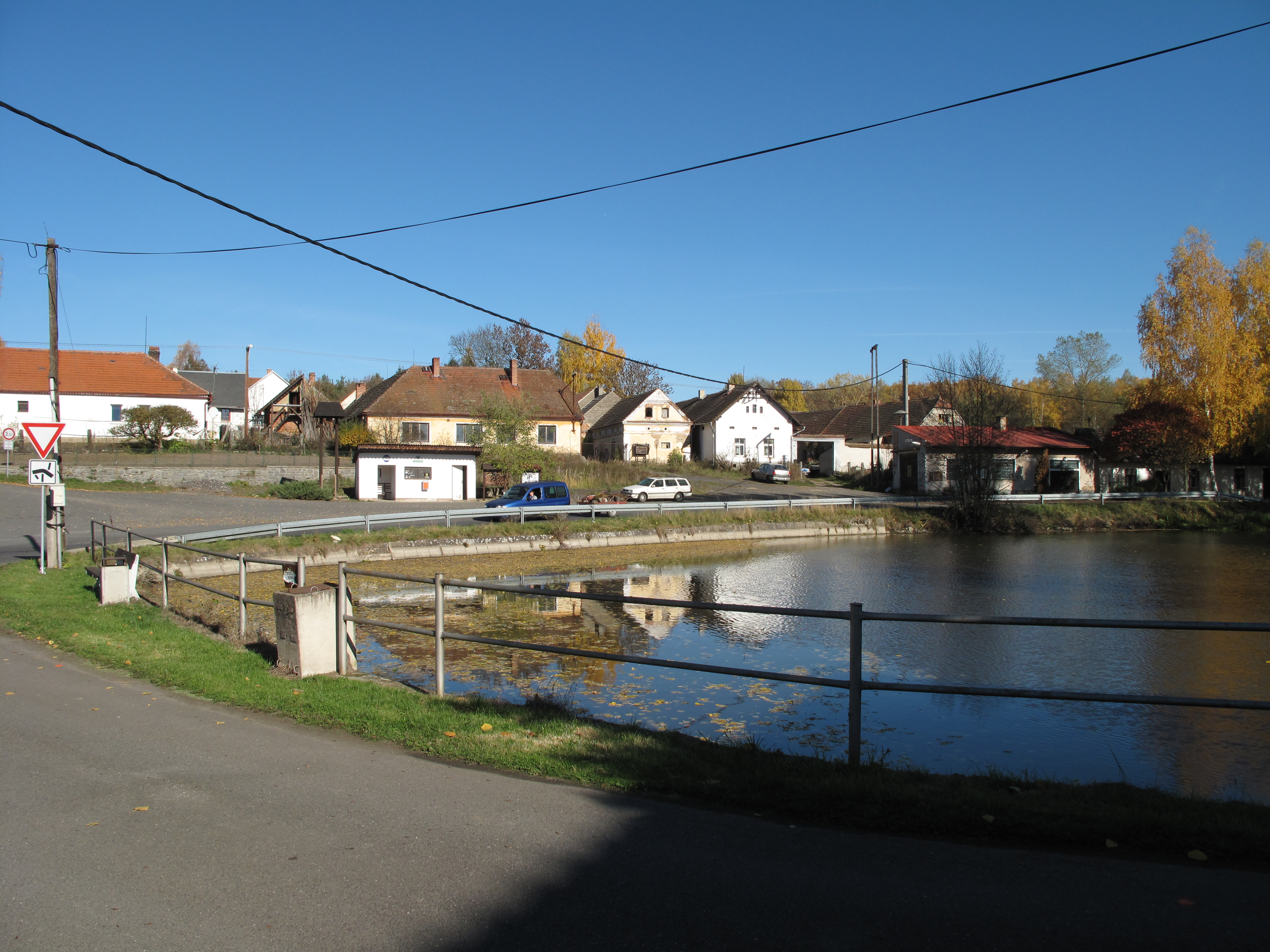
Rybník